# مورگان سیتی (آلاباما)
مورگان سیتی (به انگلیسی: Morgan City) یک منطقهٔ مسکونی در ایالات متحده آمریکا است که در آلاباما واقع شده‌است.